# Spelaeonethes brixiensis
Spelaeonethes brixiensis là một loài chân đều trong họ Trichoniscidae. Loài này được Brian miêu tả khoa học năm 1938.